# Перенос електрона
Перенос електрона (ПЕ) — процес, при якому електрон передається від одного атома або молекули до іншого атома або молекули. Перенос електрона — механістичний опис термодинамічного поняття окисно-відновних реакцій, при якому змінюються стани окиснення обох реагентів реакції. Численні істотні процеси в біології використовують реакції переносу електрона, зокрема: зв'язування і транспорт Оксигену, фотосинтез/дихання, метаболічні синтези, і токсифікація високо-активних сполук. Додатково, процес передачі енергії може бути формалізований як два електронні обміни (дві конкуруючі події переносу електрона в протилежних напрямках). Реакції переносу електрона зазвичай залучають переходні металеві комплекси, але зараз відомо багато прикладів переносу електрона в органічних молекулах.

## Класи переносу електрона
Існує декілька класів переносу електрона, які визначаються станом окиснення обох реагентів та зв'язком між ними.

### Перенос електрона на внутрішній сфері
При переносі електрона на внутрішній координаційній сфері обидва центри ковалентно з'єднуються один з одним протягом переносу. Цей міст може бути постійним, у цьому випадку подія переносу електрона називається внутрішньомолекулярним переносом електрона. Звичайніше, проте, ковалентний зв'язок швидкоплинний, що формуючись тільки до переносу електрона, а потім роз'єднується після завершення події переносу. У таких випадках, перенос електрона називається міжмолекулярним переносом електрона. Відомий приклад переносу електрона на внутрашній сфері, що проходить через швидкоплинний зв'язок — відновлення [CoCl(NH3) 5]2+ за допомогою [Cr(H2O) 6]2+, як описано Таубе. У цьому випадку ліганд хлориду — з'єднуючий ліганд, який поєднує окислювально-відновлювальні реагенти.

### Перенос електрона на зовнішній сфері
При переносі електрона на зовнішній координаційній сфері окислювально-відновлювальні центри, що беруть участь в реакції, не зв'язуються через протягом події переносу. Натомість, електрон «стрибає» через простір від відновлюючого центру до акцептора. Перенос електрона на зовнішній сфері є міжмолекулярним за визначенням. Перенос електрона на зовнішній сфері може відбуватися між різними хімічними сполуками або між такими ж самими, які відрізняються тільки станом окиснення. Останній процес називається само-обміном. Як приклад, само-обмін описує вироджену реакцію між пермарганатом і його відновленою одноелектронною формою, манганатом:
[MnO4]- + [Mn*O4]2- → [MnO4]2- + [Mn*O4]-
Ключове поняття теорії Маркуса у тому, що швидкості само-обмінних реакцій математично пов'язані зі швидкостями «перехресних реакцій». Перехресні реакції протікають між реагентами, які відрізняються ще чимось, окрім стану окиснення. Один приклад (з багатьох тисяч) — відновлення перманганату йодидом, щоб сформувати йод і, знову, манганат.

### Гетерогенний перенос електрона
Протягом гетерогенного переносу електрон переміщається між хімічними сполуками у розчині та твердим електродом. Теорії, що мають справу з гетерогенним переносом електрона мають застосування у електрохімії і створенні сонячни батарей.

### Адіабатний електронний перенос
Процес переносу електрона, при якому система, що реагує, залишається на одній електронній поверхні при переході від реактантів до продуктів. Для таких переходів електронний трансмісійний фактор є близьким до одиниці.

### Неадіабатний електронний перенос
Процес електронного переносу, при якому реагуюча система має перейти по шляху від реактантів до продуктів між двома різними електронними поверхнями. Цей термін IUPAC вважає невдалим, бо він вміщує подвійне заперечення, кращим є в цьому випадку термін діабатний електронний перехід.

## Теорія
Перша загальноприйнята теорія переносу електрона була розроблена Рудольфом Маркусом для опису переносу електрона на зовншній сфері і буля заснована на підході теорій перехідного стану. Теорія Маркуса була потім розширена, включатючи перенос електрона на внутрішній сфері Ноелем Хашем і Рудольфом Маркусом. Ця теорія була названа теорією Хаша-Маркуса, і могла пояснити більшість випадків передачі електрона. Обидві теорії, проте, напівкласичні за природою, хоча вони були розширені до квантово-механічних Джошуа Джортнером, Єнсом Ульструпом та іншими, виходячи з золотого правила Фермі і слідуючи за ранніми роботами з безвипромінювальних переходів. Пізніше теорії були дороблені, беручи до уваги ефекти вібронних зв'язків на перенос електрона. Зокрема, була створена теорія PKS переносу електрона.